# Thor Anders Myhren
Thor Anders Myhren (ur. 8 marca 1978), znany również jako Destructhor – norweski muzyk, kompozytor, wokalista i gitarzysta. Myhren znany jest przede wszystkim z wieloletnich występów w grupie muzycznej Myrkskog. W latach 1998–2010 był członkiem formacji Zyklon. W latach 2008–2015 występował w amerykańskim zespole Morbid Angel. Jako muzyk koncertowy współpracował ponadto z grupą 1349.

## Dyskografia
- Myrkskog - Deathmachine (2000, Candlelight Records)
- Myrkskog - Superior Massacre (2002, Candlelight Records)
- Zyklon - World ov Worms (2001, Candlelight Records)
- Zyklon - Aeon (2003, Candlelight Records)
- Zyklon - Disintegrate (2006, Candlelight Records)
- Zyklon - Storm Detonation Live (2006, DVD, Candlelight Records)
- Gloria Morti - Eryx (2008, Stay Heavy Records, gościnnie)[7]
- Morbid Angel - Illud Divinum Insanus (2011, Season of Mist)
- Koldbrann - Vertigo (2013, Season of Mist, gościnnie)[8]